# Kotchandpur
Kotchandpur è un sottodistretto (upazila) del Bangladesh situato nel distretto di Jhenaidah, divisione di Khulna. Si estende su una superficie di 165,66 km² e conta una popolazione di 141.121 abitanti (dato censimento 2011).